# METTL1
METTL1 (англ. Methyltransferase like 1) – білок, який кодується однойменним геном, розташованим у людей на короткому плечі 12-ї хромосоми. Довжина поліпептидного ланцюга білка становить 276 амінокислот, а молекулярна маса — 31 471.
| 10         |  | 20         |  | 30         |  | 40         |  | 50         |
| ---------- |  | ---------- |  | ---------- |  | ---------- |  | ---------- |
| MAAETRNVAG |  | AEAPPPQKRY |  | YRQRAHSNPM |  | ADHTLRYPVK |  | PEEMDWSELY |
| PEFFAPLTQN |  | QSHDDPKDKK |  | EKRAQAQVEF |  | ADIGCGYGGL |  | LVELSPLFPD |
| TLILGLEIRV |  | KVSDYVQDRI |  | RALRAAPAGG |  | FQNIACLRSN |  | AMKHLPNFFY |
| KGQLTKMFFL |  | FPDPHFKRTK |  | HKWRIISPTL |  | LAEYAYVLRV |  | GGLVYTITDV |
| LELHDWMCTH |  | FEEHPLFERV |  | PLEDLSEDPV |  | VGHLGTSTEE |  | GKKVLRNGGK |
| NFPAIFRRIQ |  | DPVLQAVTSQ |  | TSLPGH     |  |            |  |            |

A: Аланін

C: Цистеїн

D: Аспарагінова кислота

E: Глутамінова кислота

F: Фенілаланін

G: Гліцин

H: Гістидин

I: Ізолейцин

K: Лізин

L: Лейцин

M: Метіонін

N: Аспарагін

P: Пролін

Q: Глутамін

R: Аргінін

S: Серин

T: Треонін

V: Валін

W: Триптофан

Кодований геном білок за функціями належить до трансфераз, метилтрансфераз, фосфопротеїнів. 
Задіяний у таких біологічних процесах, як процесинг тРНК, ацетилювання, альтернативний сплайсинг. 
Білок має сайт для зв'язування з РНК, тРНК, S-аденозил-L-метіоніном. 
Локалізований у ядрі.